# 20363 Komitov
20363 Komitov è un asteroide della fascia principale. Scoperto nel 1998, presenta un'orbita caratterizzata da un semiasse maggiore pari a 2,6438219 UA e da un'eccentricità di 0,1987827, inclinata di 8,71847° rispetto all'eclittica.